# Чемпионат Азии по художественной гимнастике 2024
15-й чемпионат Азии по художественной гимнастике прошёл в Дворце гимнастики в Ташкенте, Узбекистан со 2 по 4 мая 2024 года. Соревнования были отборочным этапом к Олимпийским играм 2024 года. Олимпийские квоты достались победительницам многоборья, индивидуальной Эльжане Таниевой и группе, представляющей Узбекистан.

## Медальный зачёт
| Место          | Страна           | Золото | Серебро | Бронза | Всего |
| -------------- | ---------------- | ------ | ------- | ------ | ----- |
| 1              | Узбекистан       | 9      | 6       | 0      | 15    |
| 2              | Казахстан        | 4      | 6       | 7      | 17    |
| 3              | Япония           | 1      | 3       | 6      | 10    |
| 4              | Китай            | 1      | 1       | 1      | 3     |
| 5              | Республика Корея | 1      | 0       | 0      | 1     |
| 6              | Кувейт           | 0      | 0       | 1      | 1     |
| 6              | Кыргызстан       | 0      | 0       | 1      | 1     |
| Всего стран: 7 | Всего стран: 7   | 16     | 16      | 16     | 48    |